# 마가목
마가목(馬價木, 학명: Sorbus commixta)은 장미과의 갈잎큰키나무이다.

## 생태
한국·일본 등에 분포하며, 높이는 6-8m 가량이다. 나무 껍질은 짙은 갈색을 띄고 있다. 잎은 어긋나며 깃꼴 겹잎으로, 4-7쌍의 작은잎으로 구성되는데, 작은잎은 긴 타원형으로 가장자리는 가는 톱니처럼 되어 있다. 초여름이 되면 잎겨드랑이에 작은 흰 꽃들이 겹산방 꽃차례로 무리지어 핀다. 열매는 붉고 둥글다.

## 쓰임새
관상수로 심는다. 줄기 껍질은 정공피라고 하며 강장, 진해, 거풍의 효능이 있다. 허약 체질, 백발, 요슬통, 해수(기침) 치료에 쓰인다.

## 참고 문헌
- 이 문서에는 다음커뮤니케이션(현 카카오)에서 GFDL 또는 CC-SA 라이선스로 배포한 글로벌 세계대백과사전의 내용을 기초로 작성된 글이 포함되어 있습니다.